# تشارلز جون براون
تشارلز جون براون (بالإنجليزية: Charles John Brown)‏ هو عالم عقيدة ودبلوماسي أمريكي، ولد في 13 أكتوبر 1959 في نيويورك في الولايات المتحدة.